# Чёрный брауншвейгский гусар
«Чёрный брауншвейгский гусар» или «Чёрный брауншвейгец» (англ. The Black Brunswicker) — картина британского художника, основателя течения прерафаэлитов Джона Милле, написанная маслом в 1860 году, сейчас находится в Ливерпуле в Художественной галерее леди Левер. В левом нижнем углу полотна подписано: 18M60. На картине изображён эпизод из наполеоновских войн: гусарский офицер из Брауншвейгского корпуса, прощающийся с любимой на балу у герцогини Ричмонд и отправляющийся на верную смерть в битве при Катр-Бра.

## Создание картины
На создание картины ушло около трех месяцев. Сообщается, что Милле уделял особое внимание правильности формы офицера. Кейт Перуджини, дочь Чарльза Диккенса, выступила в качестве модели женщины, изображенной на картине. Мужской моделью был неизвестный солдат, который вскоре погиб. Модели никогда не встречались лично. Сын Милле говорит, что они оба позировали с деревянными подпорками. Он «прижимал к груди фигуру, в то время как прекрасная дама опиралась на грудь человека из дерева».